# Трихичев, Павел Сергеевич
Павел Сергеевич Трихичев (род. 7 ноября 1992 года, Мончегорск, Россия) — российский горнолыжник, многократный чемпион России в слаломе и гигантском слаломе, призёр одного этапа Кубка мира, участник Олимпийских игр 2014 и 2018 годов. Мастер спорта России международного класса. Универсал, выступает во всех дисциплинах горнолыжного спорта, отдавая некоторое предпочтение техническим видам.

## Карьера
В Кубке мира Трихичев дебютировал 9 марта 2013 года, в декабре 2013 года первый раз попал в тридцатку лучших на этапе Кубка мира, в гигантском слаломе. Лучшим достижением Трихичева в общем зачёте Кубка мира является 57-е место в сезоне 2017/18.
10 декабря 2017 года занял 17-е место в слаломе на этапе Кубка мира в Валь-д’Изере. 6 января 2018 года стал 16-м в гигантском слаломе на этапе Кубка мира в Адельбодене.
Личный рекорд на этапе Кубка мира — второе место в комбинации в швейцарском Венгене 12 января 2018 года (Трихичев уступил только французу Виктору Мюффа-Жанде). Павел стал вторым российским горнолыжником, поднявшимся на подиум в мужском Кубке мира после Александра Хорошилова. Кроме того, это первый в истории подиум в комбинации в Кубке мира для советских и российских горнолыжников (как среди мужчин, так и женщин). По итогам сезона 2017/18 занял шестое место в зачёте комбинации в Кубке мира.
18 января 2019 года второй раз в карьере попал в 10-ку лучших на этапе Кубка мира, заняв шестое место в комбинации в Венгене, от третьего места Павел отстал на 0,71 сек. В сезоне 2019/20 дважды попадал в 10-ку лучших в комбинации на этапах Кубка мира.
Всего за карьеру 20 раз попадал в 30-ку лучших на этапах Кубка мира и набирал очки.
На Олимпийских играх 2014 года в Сочи стал 24-м в комбинации, 26-м в супергиганте и 33-м в слаломе, кроме того стартовал в гигантском слаломе, но не добрался до финиша.
Во время выступления в скоростном спуске в рамках комбинации на зимних Олимпийских играх 2018 года получил травму и завершил выступления на Играх.
За свою карьеру принимал участие в четырёх чемпионатах мира. На чемпионате мира 2013 года занял 27-е место в гигантском слаломе. На чемпионате мира 2015 года занял 24-е место в суперкомбинации, 31-е место в супергиганте, а в слаломе и гигантском слаломе сошёл с трассы. На чемпионате мира 2017 года занял 18-е место в комбинации. Лучший результат на чемпионате мира 2019 года в личных дисциплинах — 27-е место в гигантском слаломе.
В ноябре 2020 года получил на тренировке серьёзную травму колена (разрыв крестообразных связок коленного сустава), из-за которой был вынужден пропустить сезон 2020/21.
Использует лыжи и ботинки производства фирмы Rossignol.

### Трихичев на зимних Олимпийских играх
| Олимпийские игры | Скоростной спуск | Супергигант | Гигантский слалом | Слалом | Комбинация | Команды |
| ---------------- | ---------------- | ----------- | ----------------- | ------ | ---------- | ------- |
| 2014 Сочи        | —                | 26          | DNF1              | 33     | 24         | н/д     |
| 2018 Пхёнчхан    | —                | —           | —                 | —      | DNF1       | —       |

### Попадания в 10-ку лучших на этапах Кубка мира (4)
| № | Сезон   | Дата        | Место проведения | Дисциплина | Место | Отчёт |
| - | ------- | ----------- | ---------------- | ---------- | ----- | ----- |
| 1 | 2017/18 | 12 янв 2018 | Венген           | Комбинация | 2     |       |
| 2 | 2018/19 | 18 янв 2019 | Венген           | Комбинация | 6     |       |
| 3 | 2019/20 | 29 дек 2019 | Бормио           | Комбинация | 7     |       |
| 4 | 2019/20 | 1 мар 2020  | Хинтерштодер     | Комбинация | 10    |       |